# Alice Austen
Elizabeth Alice Austen, född 17 mars 1866 i New York, död 9 juni 1952 på Staten Island, var en amerikansk fotograf, känd för sina dokumentära motiv.  

## Biografi
Austens far försvann innan hon föddes och hon växte upp i sina morföräldrars hus på Staten Island i New York, där hon också bodde som vuxen.   
Austen var en av USA:s tidigaste och mest produktiva kvinnliga fotografer. Under sin livstid tog hon omkring 8000 fotografier, i vilka hon visade det dagliga livet i New York. Hon dokumenterade de välbeställda invånarna på Staten Island och livet bland arbetarklassen på Manhattan. Hon fotograferade immigranter i karantän under mer än ett decennium.
Austen träffade Gertrude Tate under en utflykt 1899. De båda hade sedan ett mer än femtio år långt förhållande. Under nästan trettio år bodde de tillsammans på Staten Island. De ville också begravas tillsammans, men deras familjer stoppade dem.

## Eftermäle
Sedan 1985 är Austens hus på staten Island ett museum, och kallas Alice Austen House.
2017 utsågs Alice Austen House till en nationell plats för lesbisk och queer historia.
Robin Rices drama Alice in Black and White berättar om Austens liv.